# Bocacha

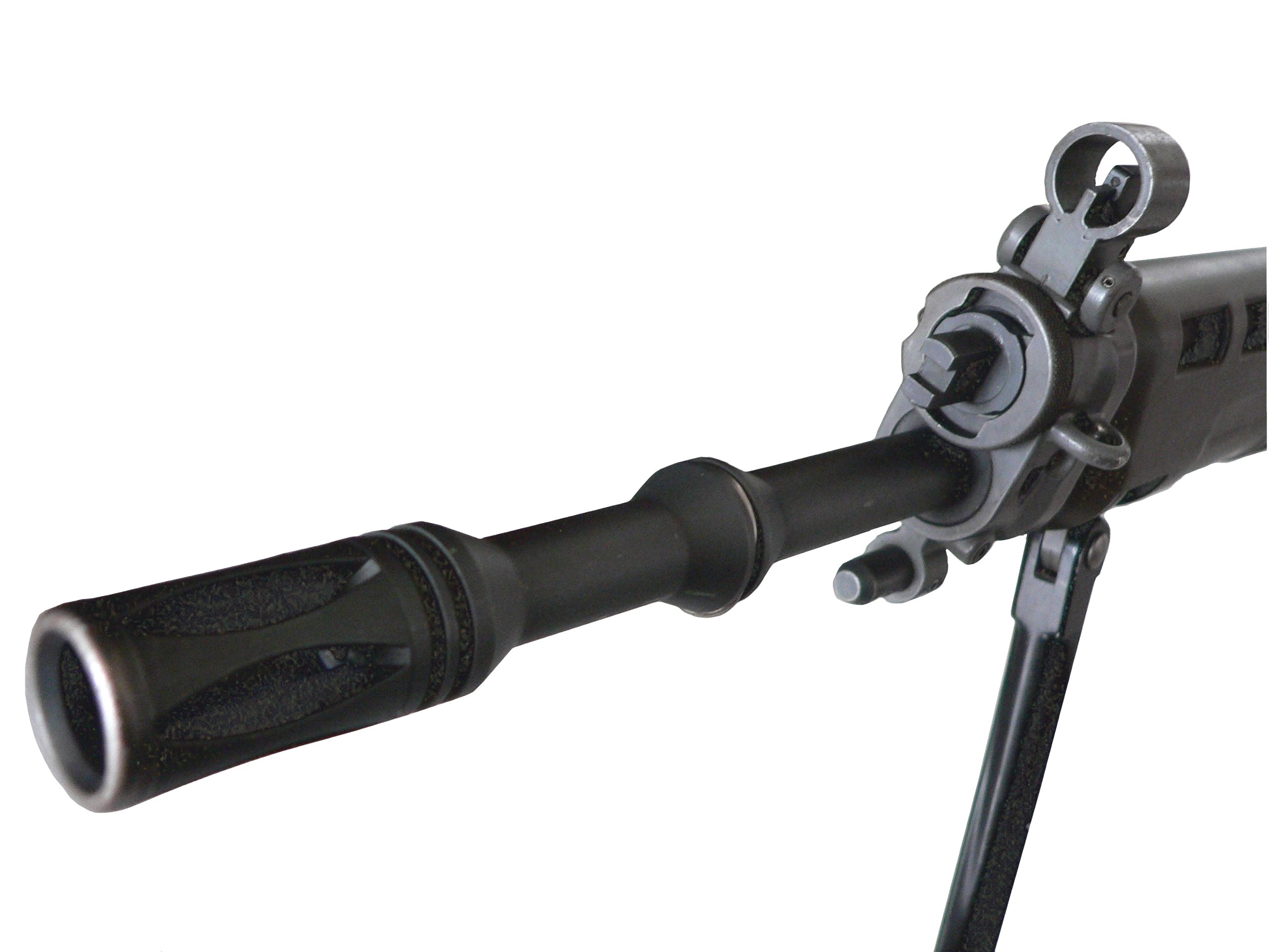
Detalle de la bocacha de un fusil SIG 550.

La bocacha en un arma de fuego es la parte final del cañón por la que sale el proyectil.
El acabado de la bocacha es fundamental para la precisión, ya que es el último punto de contacto entre el cañón y el proyectil. Si existen huecos entre el ánima del cañón y el proyectil, los gases propelentes que lo impulsan pueden desviarlo de la trayectoria balística pretendida.
En el caso de armas de ánima rayada, el contorno de la bocacha está diseñado para evitar daños en el estriado, por lo que es común que tenga forma de corona convexa.

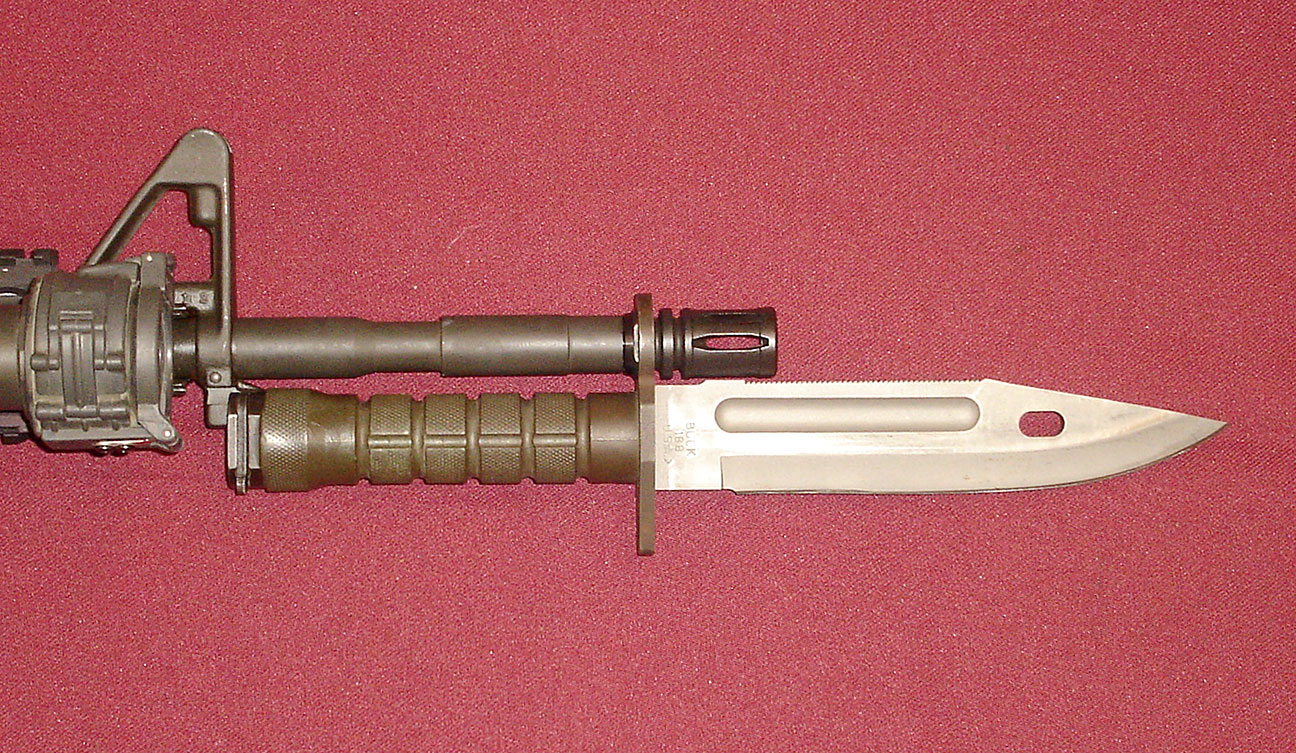
Detalle del acoplamiento de un cuchillo bayoneta M9 a la bocacha de una carabina M4.

Cuando se dispara un arma, se observa un destello en la bocacha (conocido como fogonazo), que se produce por los gases calientes al salir del cañón. El tamaño del destello depende de varios factores, como la longitud del cañón, el tipo y cantidad de pólvora, etc.  Los silenciadores son elementos que se colocan en la bocacha para disminuir el ruido que delata la posición del tirador.
También pueden estar diseñados para el acoplamiento de otros elementos como bayonetas o dispositivos para el lanzamiento de granadas (ofensivas, defensivas, antitanque, fumígenas), bengalas, pelotas de goma, etc.